# Vanadi(III) chloride
Vanadi(III) chloride là hợp chất vô cơ có công thức hóa học VCl3. Muối màu tím này là tiền thân phổ biến của các phức hợp vanadi(III) khác.

## Cấu trúc
VCl3 có cấu trúc BiI3 phổ biến, một mô-típ có khung chloride với dạng lục giác gần nhất và các ion vanadi chiếm các lỗ bát diện. VBr3 và VI3 có cùng một cấu trúc, nhưng VF3 có cấu trúc giống hơn so với ReO3. VCl3 có tính thuận từ và có hai electron chưa ghép cặp.

## Điều chế và phản ứng
VCl3 được điều chế bằng cách làm nóng VCl4 tại 160–170 °C (320–338 °F; 433–443 K) dưới dòng khí trơ, tạo ra Cl2. Chất lỏng màu đỏ tươi chuyển thành chất rắn màu tím.
Làm nóng VCl3 thì chất phân hủy kèm theo sự bay hơi VCl4, để lại VCl2. Khi đun nóng với H2 ở 675 °C (1.247 °F; 948 K) đến dưới 700 °C (1.292 °F; 973 K), VCl3 bị khử thành chất rắn màu xanh lục VCl2.
2VCl3 + H2 → 2VCl2 + 2HCl
Sự kết hợp của vanadi(III) chloride và vanadi(V) oxit với vanadyl trichloride tạo ra vanadyl đichloride:
V2O5 + VOCl3 + 3VCl3 → 6VOCl2
Vanadi(III) chloride xúc tác phản ứng ghép pinacol của benzaldehyd (PhCHO) thành 1,2-điphenyl-1,2-etanđiol bằng nhiều kim loại khử khác nhau như kẽm:
Zn + 2H2O + 2PhCHO → (PhCH(OH))2 + Zn(OH)2

### Phức hợp
VCl3 hình thành các dẫn xuất đầy màu sắc với quy mô rộng của các phối tử. VCl3 hòa tan trong nước để tạo ra hexahydrat, nhưng công thức cấu tạo trước đây chưa được rõ. Muối được mô tả theo công thức [VCl2(H2O)4]Cl.2H2O. Nói cách khác, hai trong số các phân tử nước không liên kết với vanadi, có cấu trúc giống với dẫn xuất Fe(III) tương ứng. Loại bỏ hai phối tử chloride liên kết khỏi [VCl2(H2O)4]+ trong dung dịch nước cho ion xanh lục [V(H2O)6]3+.

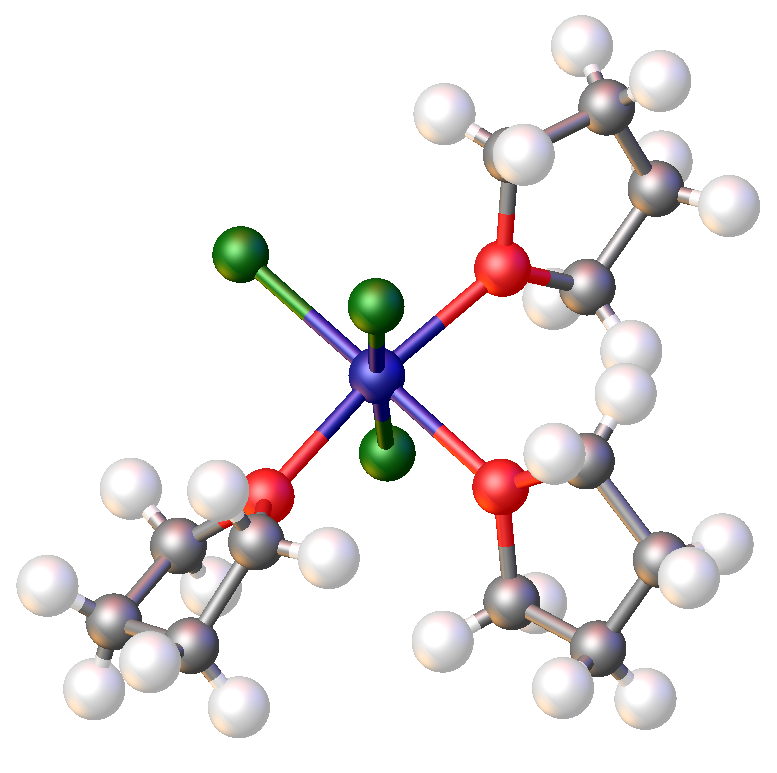
Cấu trúc của VCl_{3}(THF)_{3}.

Với tetrahydrofuran, VCl3 tạo thành chất rắn đỏ hồng VCl3(THF)3. Với acetonitril, người ta thu được chất rắn lục VCl3(MeCN)3.
Khi được xử lý bằng KCN, VCl3 chuyển thành V(CN)74−. Thông thường các kim loại thường tạo số phối trí cao (hơn 6) với các phối tử nhỏ gọn. Ngoài ra, các kim loại lớn hơn có thể tạo thành phức chất với các phối tử khá cồng kềnh. Nó được minh họa bằng sự cô lập của VCl3(NMe3)2, chứa hai phối tử NMe3 cồng kềnh.

### Tiền thân của hợp chất hữu cơ
Chất có tính phản ứng V(mesityl)3 hình thành từ VCl3(THF)3.
VCl3(THF)3 + 3LiC6H2-2,4,6-Me3 → V(C6H2-2,4,6-Me3)3(THF) + 3LiCl
Phức này liên kết CO, trong điều kiện thích hợp, với N2.

## Hợp chất khác
- VCl3 còn tạo một số hợp chất với NH3, như VCl3·6NH3 là tinh thể màu đỏ nâu, tan ít trong nước và dung môi hữu cơ.
- VCl3 còn tạo một số hợp chất với CO(NH2)2, như VCl3·6CO(NH2)2 là tinh thể màu lục.[10]